# John Wansbrough
John Edward Wansbrough (19 février 1928 à Peoria (Illinois), États-Unis - 10 juin 2002 à Montaigu-de-Quercy, Lot) est un historien américain qui a enseigné à l'École des études orientales et africaines de l'université de Londres. Il s’est particulièrement attaché à la critique des conceptions traditionnelles sur les origines de l'islam. 

## Biographie

### Jeunesse
Né à Peoria, dans l’Illinois, il a fait ses études à l'université Harvard, et a passé à l'École des études orientales et africaines le reste de sa carrière universitaire. 

### Recherches sur l'Islam
Il a provoqué un choc dans les années 1970 lorsque ses recherches sur les premiers manuscrits islamiques, qui comprenaient l'analyse de l'utilisation répétée de l’imagerie monothéiste judéo-chrétienne trouvée dans le Coran, l'a amené à avancer que l'islam était né d’une mutation dans ce qui était à l’origine une secte judéo-chrétienne qui essayait de se répandre dans les territoires arabes, plutôt que par une simple diffusion culturelle. 
Gerald Hawting de l'École des études orientales et africaines de l'université de Londres était un collègue de John Wansbrough. Il est l'auteur de : John Wansbrough, Islam, and monotheism, in Quest for the Historical Muhammad. Il a expliqué dans un document du 26 juin 2002 le travail de cet homme:
Pour lui, le Coran était l'assemblage, quelque 200 ans après la mort du prophète Mahomet, de différentes sources, et fortement influencé par la chrétienté et le judaïsme. Il est évident en lisant le Coran que les références faites à des individus et à des histoires étaient également connues des juifs et des chrétiens de l'époque. 
Ceci n'était pas une idée nouvelle : il était largement admis parmi les chercheurs occidentaux que les révélations du Coran, d'après les traditions musulmanes elles-mêmes, avaient été réunies et mises en forme environ 30 ans après la mort de Mahomet.
Ce que J.E. Wansbrough a tenté de faire est de couper le lien temporel entre Mahomet et les textes coraniques. Ainsi le Coran tel qu'il se présente n'a pu être connu des premiers musulmans. 
J.E.Wansbrough voyait le Coran tel qu'il est de nos jours comme une constitution progressive de l'Écriture musulmane, une partie de la naissance de l'islam, son développement et la définition de son identité. D'après lui, les textes islamiques que l'on peut scientifiquement dater se situent aux environs de 800. Il y est bien sûr question d'écritures et de traditions antérieures, mais la façon de procéder de cet historien a toujours été de partir de sources réellement datables.

### Accueil et critique
Cette datation est jugée trop tardive par la majorité des chercheurs, dont certains ont appelé cette orientation le courant « révisionniste ». Les écrits et théories de J.E.Wansbrough ont dans un premier temps été fortement critiqués, non seulement par les chercheurs musulmans et les musulmans dans leur ensemble, mais aussi par certains penseurs et spécialistes du monde arabo-musulman en Occident. 
L'historien de son côté disait qu'il fallait appliquer les mêmes méthodes dans l'étude de l'islam que celles appliquées dans les études menées sur les religions juive et chrétienne : « Si l'on prend l'islam au sérieux, il faut l'étudier sérieusement. »
L'un des chercheurs musulmans influencé par les écrits de J.E.Wansbrough a été  le penseur égyptien Nasr Hamid Abû Zayd (1943-2010), qui a dû quitter son pays en raison de ses idées sur le Coran. 
J.E.  Wansbrough est décédé en France, à Montaigu-de-Quercy, dans le département du Tarn et Garonne.
Parmi les chercheurs qui partagent le point de vue de J.E. Wansbrough,  on trouve :
- Michael Cook
- Patricia Crone
- Martin Hinds
- Gerald Hawting
- Gerd-Rüdiger Puin
- Christoph Luxenberg
- Édouard-Marie Gallez
- Guillaume Dye
- Alfred-Louis de Prémare
- Günter Lüling

Par sa critique fondamentale de la crédibilité des traditions islamiques classiques relatives aux débuts de l’Islam et sa tentative de présenter une version alternative de l’émergence de cette religion plus crédible sur le plan historique, J.E. Wansbrough a fondé l’école des études islamiques dite « révisionniste ». On ne saurait surestimer son influence sur les études islamiques modernes.
Cette théorie cependant n’en est pas moins considérée maintenant par beaucoup comme trop radicale dans le détail, en particulier par la séparation complète entre l’origine du Coran et la personne de Mahomet. En revanche le rejet des traditions islamiques classiques en tant que récits historiques est généralement accepté. Son idée que l’islam doit avoir son origine dans un milieu judéo-chrétien recueille également aujourd’hui une large approbation. 

## Ouvrages de J.E. Wansbrough
- Quranic Studies : Sources and Methods of Scriptural Interpretation  (Oxford, 1977)
- The Sectarian Milieu : Content and Composition Of Islamic Salvation History (Oxford, 1978)[4],[5]
- Res Ipsa Loquitur : History and Mimesis (1987)
- Lingua Franca in the Mediterranean (Curzon Press 1996)